# Arvika stadshotell
Arvika stadshotell, senare Hotell Oscar och Scandic Arvika, är ett stadshotell uppfört 1871. Delar av huset är kulturminnesmärkt.

## Historia
År 1815 uppfördes trädelen av stadshotellet av Josef Segersten. Den beskrevs 2019 som "Arvika innerstads äldsta hus". Plan ett huserade ursprungligen en krog medan plan två åren 1847 till 1867 husersde en folkskola.
Stadshotellet i Arvika stod klart 1871. Nivån skulle vara förstklassig på de 45 rummen. Ursprungligen var hotellet i två våningar. Festvåningen på andra våningen stod klar 1888. Hotellet fick vatten 1898 och året därpå tillkom elektriskt ljus. I början av 1900-talet  30 år efter att hotellet invigdes, byggdes en tredje våningen på hotellet. Vattenklosetter installerades 1903.
Oscar statt blev Scandic Arvika 2011. År 2024 hade hotellet 140 bäddar fördelade på 88 rum.